# David Rosier
David Rosier é um produtor cinematográfico e roteirista francês. Como reconhecimento, foi nomeado ao Oscar 2015 na categoria de Melhor Documentário em Longa-metragem por O Sal da Terra.

## Biografia
David Rosier é mestre em filosofia pela Universidade de Paris X Nanterre. Começou a trabalhar como leitor freelancer de roteiros e participou da redação de vários roteiros de cinema (Manzanar Mangrove 2002, La clef des dreames, 2003). É simultaneamente assistente de direção no show Caravane de Nuit (France2) e em outros shows antes de entrar em produção em 2004.
Em 2006, fundou sua primeira produtora, Moondog Production, onde desenvolveu e produziu mais de cem filmes publicitários, filmes educativos e experiências interativas para grandes grupos (Generali, Louis Vuitton, AT&T) e desenvolveu uma série de documentários para Arte "passeurs d'univers" (2008).
Comprometido com a preservação dos direitos da natureza e dos povos indígenas, ele co-fundou a ONG Direitos da Natureza em 2009.
Em 2011 criou a Decia Films e produziu seu primeiro longa-metragem, O Sal da Terra, dirigido por Wim Wenders e Juliano Ribeiro Salgado, do qual também é co-roteirista.
O Sal da Terra recebeu o Prêmio Especial do Júri na categoria Un Certain Regard em Cannes 2014, ganhou o César de melhor documentário em 2015 e foi indicado ao Oscar de melhor documentário no mesmo ano.
Em 2015, formou-se no CEEA em paralelo com sua atividade para completar sua expertise em direção literária antes de co-escrever e co-produzir seu segundo filme para o cinema Papa Francisco: Um Homem de Palavra
Em 2019, David Rosier fundou o grupo Reveal Media, que inclui Decia Films (produção de filmes), Foehn Films (publicidade) e Capstan Films Services (produção executiva). O grupo é signatário da Carta Ecoprod .
David Rosier é membro da Academia dos Césares e da Academia Europeia de Cinema.

## Filmografia
- 2014 : O Sal da Terra (roteirista e produtor)

- 2018: Papa Francisco: Um Homem de Palavra (roteirista e produtor)

## Prêmios e indicações
Juntamente com os diretores Wim Wenders e Juliano Ribeiro Salgado, David Rosier é indicado ao Oscar de melhor documentário pelo Sal da Terra, em 2015.  
O filme também ganhou o César de melhor documentário em 2015.